# Пхетбури (река)
Пхетбу́ри (тайск. แม่น้ำเพชรบุรี чит. «мэнампхетбури») — река в Таиланде.
Находится на западе Таиланда, в одноимённой провинции, протекает через город Пхетбури. Берёт начало в национальном парке Кэнгкрачан. В устье делится на два рукава, впадает в Сиамский залив.
Длина реки 210 км, площадь бассейна около 5603 км². Климат на всём протяжении реки тропический.
Для защиты от наводнений и для орошения на реке построены две дамбы.